# La Minerie
La Minerie (Waals: Li Minreye) is een plaats in de deelgemeente Thimister van Thimister-Clermont in de Belgische provincie Luik.

## Geschiedenis
Sinds het begin van de 19e eeuw werd in de omgeving steenkool gewonnen, waaraan deze plaats haar naam dankt. De maatschappij die hier actief was heette: Les Charbonnages Réunis de la Minerie.

## Bezienswaardigheden
- Sint-Pieterskerk

## Natuur en landschap
La Minerie ligt op het Plateau van Herve op een hoogte van 240 meter. De omgeving is agrarisch.

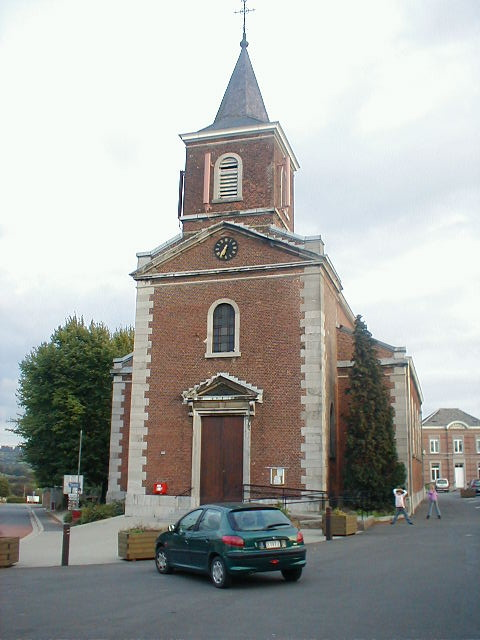
Sint-Pieterskerk
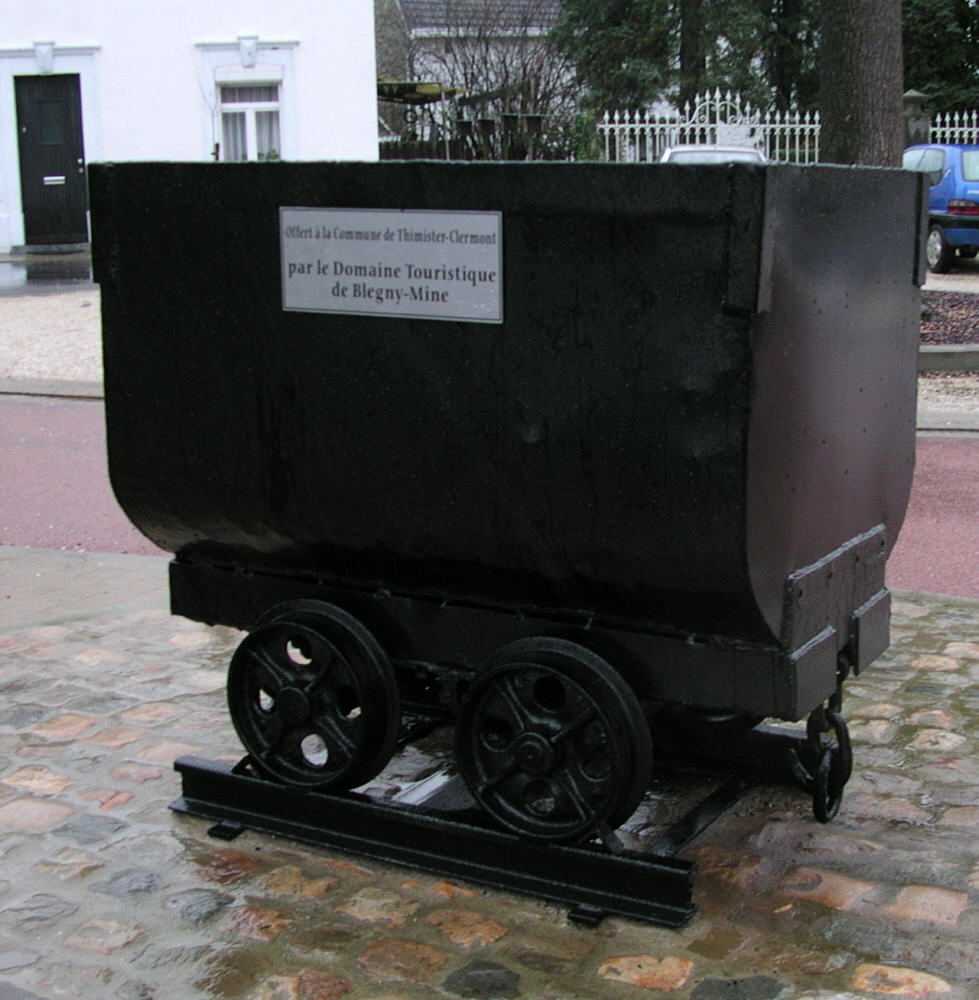
Mijnmonument
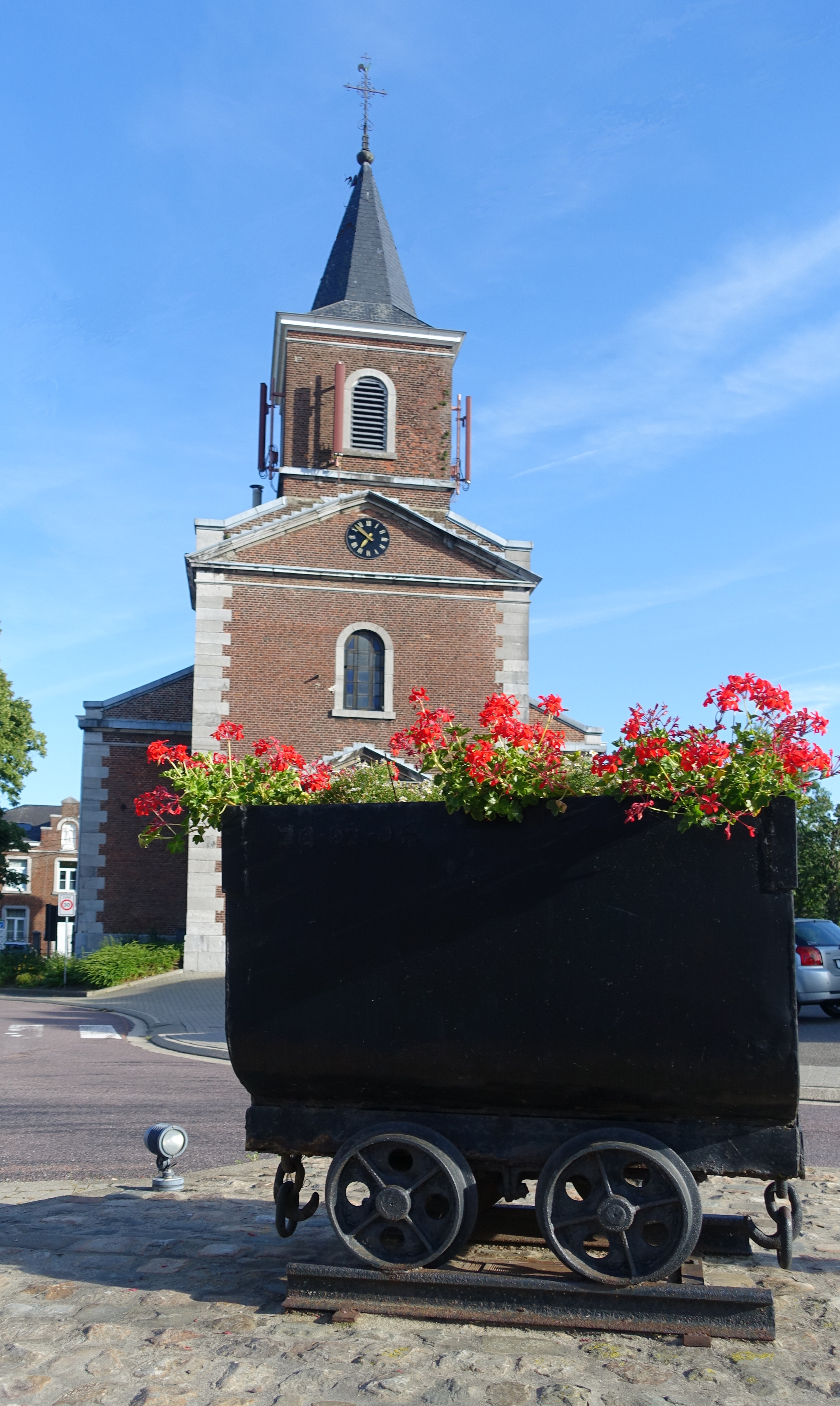

## Nabijgelegen kernen
Thimister, Froidthier, Battice, Charneux
Deelgemeente: Clermont · Thimister

Overige kernen: Crawhez · Elsaute · Froidthier · La Minerie

Belgische gemeenten · arrondissement Verviers · provincie Luik · Wallonië